# えちごトキめき鉄道
えちごトキめき鉄道株式会社（えちごトキめきてつどう、英: Echigo TOKImeki Railway Company）は、日本の新潟県上越市に本社を置く第三セクター方式の鉄道事業者（第三セクター鉄道）である。妙高はねうまライン、日本海ひすいラインの2路線を運営している。愛称はトキてつ、トキ鉄。

## 概要
2015年（平成27年）3月14日の北陸新幹線の長野駅 - 金沢駅間延伸開業に伴い並行在来線として経営分離される路線のうち、東日本旅客鉄道（JR東日本）信越本線の妙高高原駅 - 直江津駅間（→妙高はねうまライン）と、西日本旅客鉄道（JR西日本）北陸本線の市振駅 - 直江津駅間（→日本海ひすいライン）の2区間を運営する鉄道事業者として2010年（平成22年）11月22日に「新潟県並行在来線株式会社」として設立された。新潟県と妙高市、上越市、糸魚川市などが出資している。
2011年（平成23年）12月に社名と路線名称の一般公募を実施し、応募総数2,215通の中から検討委員会等での審査を経て社名を「えちごトキめき鉄道」とする旨を決定し、2012年（平成24年）7月1日付で現在の社名に改称した。
社名の「えちごトキめき鉄道」は、新潟県の旧国名「越後国」を冠して越後の玄関であることをアピールするとともに、心躍る様子を表す「ときめき」に、同じ新潟県の佐渡島で繁殖と放鳥が進められ、県の観光資源の一つでもあるトキをカタカナ表記で配したもので、明るい未来をイメージさせる社名として選定された。
前掲の北陸新幹線の延伸開業に際し、新規設立された3県の第三セクター法人のうち、えちごトキめき鉄道は富山県のあいの風とやま鉄道、石川県のIRいしかわ鉄道（共に2012年設立）に2年先立つ形で設立された。設立を早めた理由としては、県内の経営分離区間における隣県との相互直通運転区間が長野県と富山県の計3県に跨っている点や、整備新幹線制度のもとでJRグループ2社から並行在来線の運営を継承する初のケースとなり、指令システムの管理方法の調整などに加えて、全線が直流電化の信越本線に対し、北陸本線は交流電化区間と直流電化区間が混在するなど、2路線で性格が大幅に異なる点、北陸本線の新潟県内区間の輸送密度が経営分離区間の中でも特に低い点など、様々な課題が存在していることが背景にあった。
法人発足以降、新潟県と沿線自治体による「新潟県並行在来線開業準備協議会」と共同で資金計画など各種施策の検討を進め、また沿線地域では地域活性化セミナーや住民への説明会などを実施し、経営計画が策定された。
経営計画では、引き継ぎから5年間は運賃をJR時代と同水準で据え置き、6年目以降は値上げする方針を掲げていた（消費税増税分を除く）。2020年1月16日、6年目となる同年4月1日から約30％引き上げることを国土交通省北陸信越運輸局に申請した。「運賃」節も参照。
2024年6月、2019年から社長を務めていた鳥塚亮が同月26日に社長を退任して相談役となり、28日より大井川鐵道社長に就任することが発表された。

## 沿革
- 1993年（平成5年）8月23日 - 新潟県が運輸省（現：国土交通省）に対し、北陸本線の魚津駅 - 糸魚川駅間については新幹線開業時にJR西日本から経営分離を行うことに同意する旨を回答[8]。
- 1998年（平成10年）1月14日 - 新潟県が運輸省（現：国土交通省）に対し、信越本線の長野駅 - 脇野田駅（現：上越妙高駅）[注 3]間については新幹線開業時にJR東日本から経営分離を行うことに同意する旨を回答[8]。
- 2001年（平成13年）4月18日 - 新潟県が国土交通省に対し、北陸本線の富山駅 - 直江津駅間については新幹線開業時にJR西日本から経営分離を行うことに同意する旨を回答[8]。
- 2010年（平成22年）11月22日 - 新潟県並行在来線株式会社を設立。本店を新潟市中央区新光町の新潟県庁舎内に設置。
- 2012年（平成24年）7月1日 - 商号をえちごトキめき鉄道株式会社に変更。
- 2013年（平成25年）4月1日 - 本店を県庁舎内から上越市に変更、同市内の直江津駅北口付近に本社屋を開設[9]。
- 2014年（平成26年）
  - 2月28日 - 妙高高原駅（妙高市） - 直江津駅（上越市）間 37.7 kmと直江津駅 - 市振駅（糸魚川市）間 59.3 kmの合計 97.0 kmの第一種鉄道事業許可を取得。開業予定日を北陸新幹線 長野駅 - 金沢駅間開業日とした（その後、2015年3月14日に決定）[10]。
  - 10月27日 - 妙高はねうまライン 妙高高原駅 - 直江津駅間および日本海ひすいライン 市振駅 - 直江津駅間の上限運賃認可を、国土交通省北陸信越運輸局に申請[ETR 5][ETR 6][ETR 7][11][ETR 8]。
  - 12月19日 - 10月27日に国土交通省北陸信越運輸局に対して行った上限運賃認可申請について認可される[ETR 9]。また、開業ダイヤも公開された[ETR 10]。
- 2015年（平成27年）3月14日 - 北陸新幹線開業に伴う北陸本線、信越本線の経営分離によりえちごトキめき鉄道開業[12]。
  - 妙高はねうまラインの始発電車の一部が、架線凍結等の影響で区間運休となるトラブル[13]、開業初日及び翌日の運行で積み残しが生じるトラブル[ETR 11]が生じた。
- 2016年（平成28年）4月23日 - 観光列車「えちごトキめきリゾート雪月花」運転開始[14]。
- 2019年（令和元年）
  - 9月9日 - 嶋津忠裕の後任として公募で選ばれた鳥塚亮（いすみ鉄道元社長）が社長に就任[15]。
  - 9月12日 - 日本海ひすいライン 糸魚川駅 - 梶屋敷駅間への押上新駅（仮称）設置が国土交通省北陸信越運輸局より認可される[16]。
  - 10月1日 - 消費税率引き上げに伴う運賃改定実施[ETR 12]。
- 2020年（令和2年）
  - 4月1日 - 運賃改定実施。平均30%の値上げ[17]。
  - 10月1日 - 由利高原鉄道（秋田県）元社長の春田啓郎を営業部長として迎え入れ[18][19]。
- 2021年（令和3年）
  - 3月13日 - 日本海ひすいライン 糸魚川駅 - 梶屋敷駅間にえちご押上ひすい海岸駅が開業[20]。
  - 4月29日 - 直江津駅構内にテーマパーク「直江津D51（デゴイチ）レールパーク」を開業[ETR 13][ETR 14]。
  - 7月4日 - JR西日本から購入した413系・455系電車による観光急行を日本海ひすいラインで運転開始[ETR 15]。
  - 8月15日 - 銚子電気鉄道と姉妹鉄道提携[ETR 16]。
- 2022年（令和4年）9月26日 - NGT48がスペシャルアンバサダーに就任[21]。
- 2023年（令和5年）3月18日 - 北越急行からの直通運転が終了[22]。
- 2024年（令和6年）6月26日 - 鳥塚亮の後任として平井隆志が社長に就任[23]。
- 2025年（令和7年）- 10月1日に実施する平均18%値上げの運賃改定を北陸信越運輸局に申請予定[24]。

## 路線

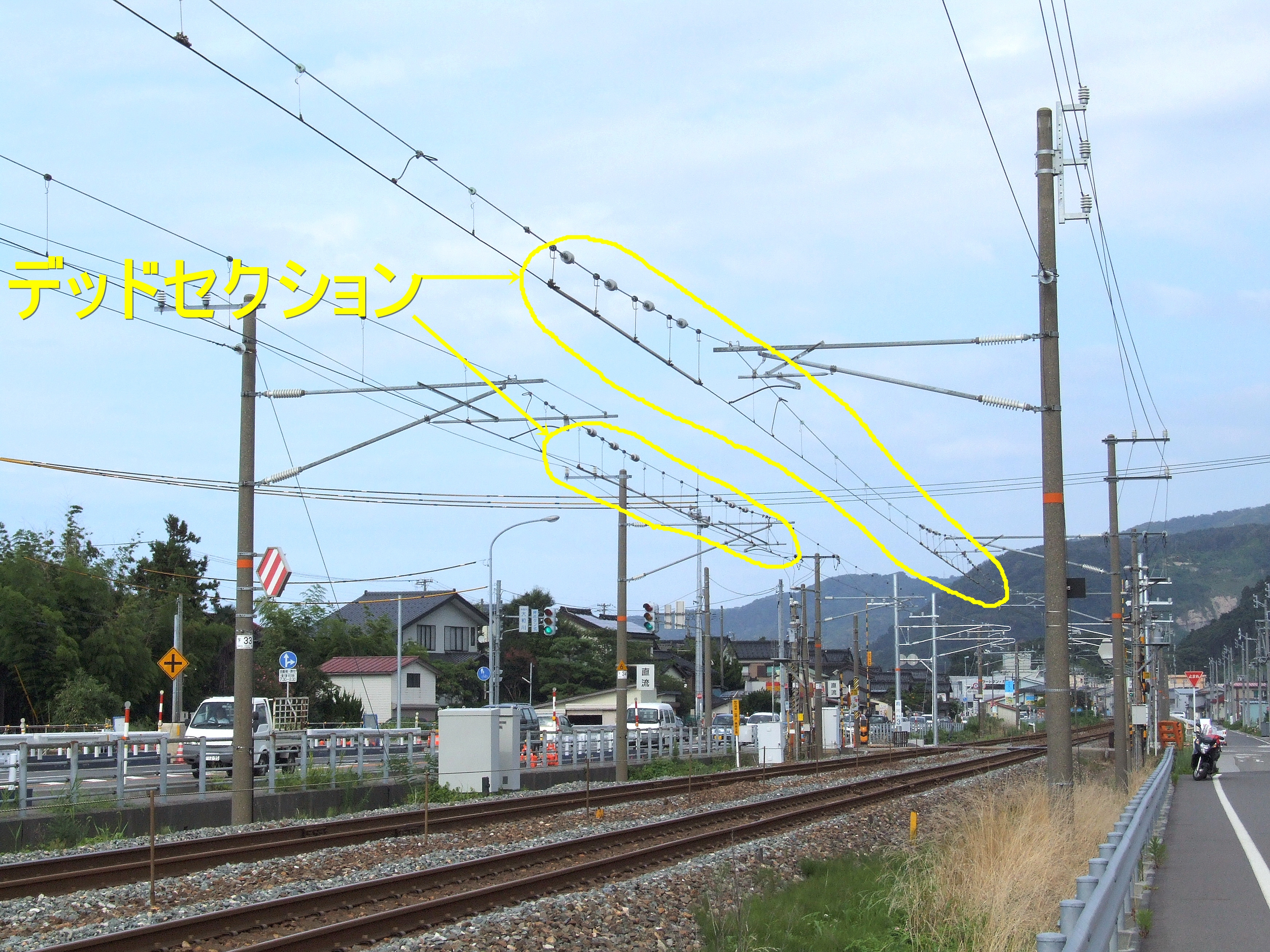
日本海ひすいライン えちご押上ひすい海岸駅 - 梶屋敷駅間のデッドセクション。黄色く囲った部分が電気を通さない無電架線。左手前側（富山方）が交流 20 kV 60 Hz 区間、右奥側（直江津方）が直流 1,500 V 区間となっている（2009年撮影、当時はJR西日本北陸本線）。

2015年（平成27年）3月14日、下記の2路線をJR西日本およびJR東日本から継承して開業した。
2路線とも営業上の境界駅を含めて全ての駅をえちごトキめき鉄道が管理する。両路線の路線名の由来や、運行形態などの詳細・歴史については各路線の記事を参照のこと。いずれも2両編成以下での運転時に「1両目後ろ乗り・前降り」方式の車内収受式ワンマン運転が実施されている。
近接する他社線とは列車の乗り入れを実施し、定期列車での直通先はJR東日本、あいの風とやま鉄道、IRいしかわ鉄道の3社にわたり、このうち、JR東日本、あいの風とやま鉄道とは車両の相互乗り入れを実施している。
- 日本海ひすいライン（市振駅 - 直江津駅間、営業キロ 59.3 km）[注 6]
転換以前はJR西日本北陸本線の一部であった区間。鉄道資産上の経営区間は富山県境から直江津駅までの延長 60.3 kmに及ぶ。全区間が電化されているものの、えちご押上ひすい海岸駅 - 梶屋敷駅間のデッドセクションを境に電化方式が異なり、輸送密度が低いことから、自社車両による旅客列車はラッシュ時間帯を除き、気動車1両編成で運転される[25][26][ETR 18]。
- 妙高はねうまライン（妙高高原駅 - 直江津駅間、営業キロ 37.7 km）[注 7]
転換以前はJR東日本信越本線の一部であった区間。鉄道資産上の経営区間は長野県境から直江津駅までの延長38.0kmに及ぶ。全線が直流電化されており、線内の旅客列車は基本的に電車で運転される[25][注 8]。日本海ひすいラインと比べ、輸送密度は高いため4〜6両で運用される時間帯がある。また、JR東日本の特急列車「しらゆき」は直江津駅から当路線を経由し上越妙高駅・新井駅まで乗り入れる。

### 運行管理・指令業務
2017年4月7日より、運行管理と指令業務をJRのシステムから独立させ、上越市内の指令所から自社で2路線を担当している。開業からそれまでは2路線で運行管理は別に行われており、日本海ひすいラインはあいの風とやま鉄道に委託の上、あいの風とやま鉄道線とIRいしかわ鉄道と一括のシステムで、あいの風とやま鉄道社員が石川県金沢市にあるJR西日本金沢支社の金沢総合指令所から指令、妙高はねうまラインは新潟市にあるJR東日本新潟支社の総合指令室から、配置した自社社員が指令を行っていた。

### トータルデザイン
えちごトキめき鉄道のトータルデザインは、川西康之が率いる株式会社イチバンセンが手掛けている。車両のエクステリアや駅名標などのカラーリングは、妙高はねうまラインでは妙高山のフレッシュグリーンと山並みをイメージしたもの、日本海ひすいラインでは日本海のブルーと荒波をイメージしたものが、それぞれ施される。

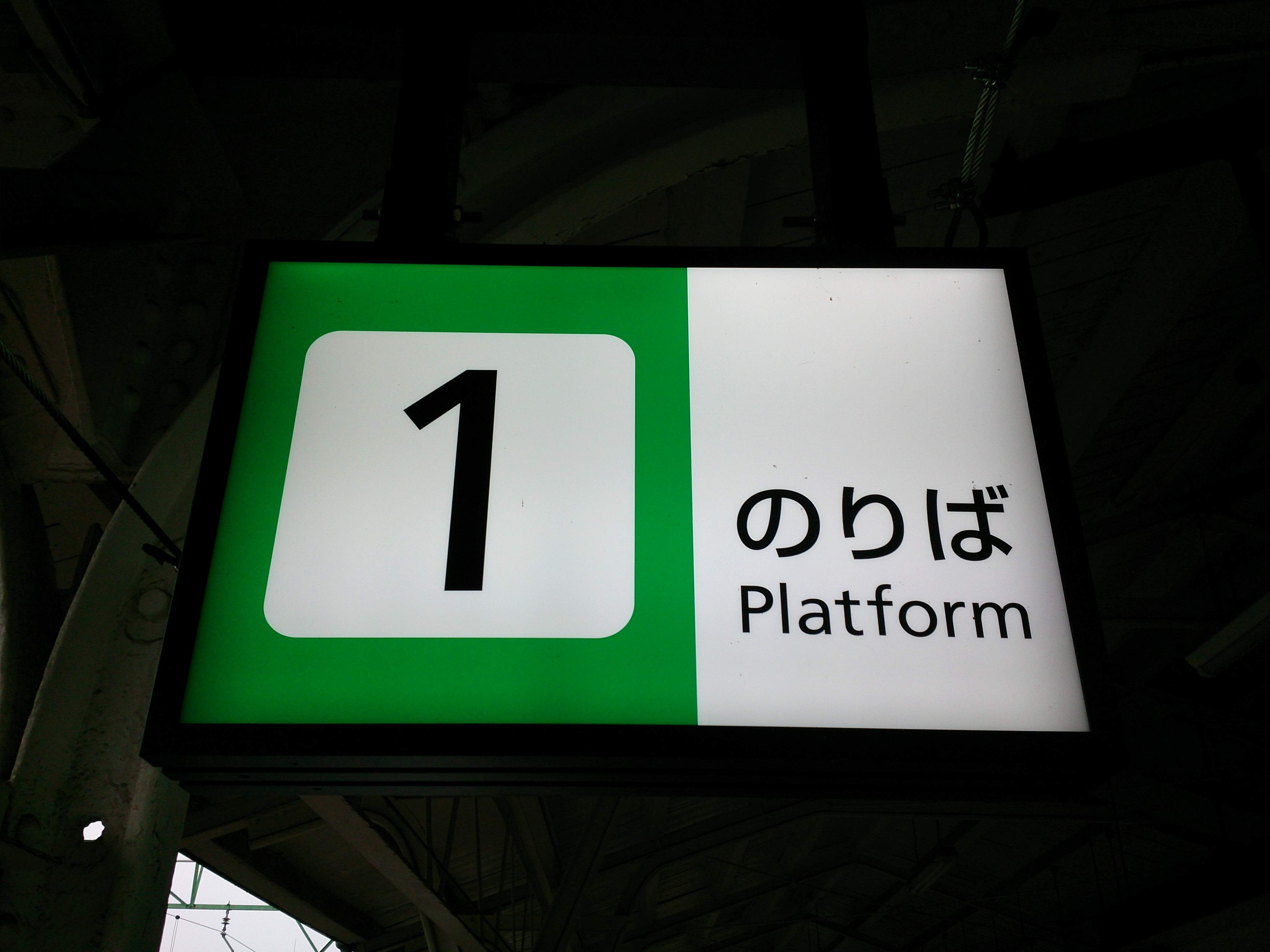
フレッシュグリーンが取り入れられた番線表示標（高田駅）
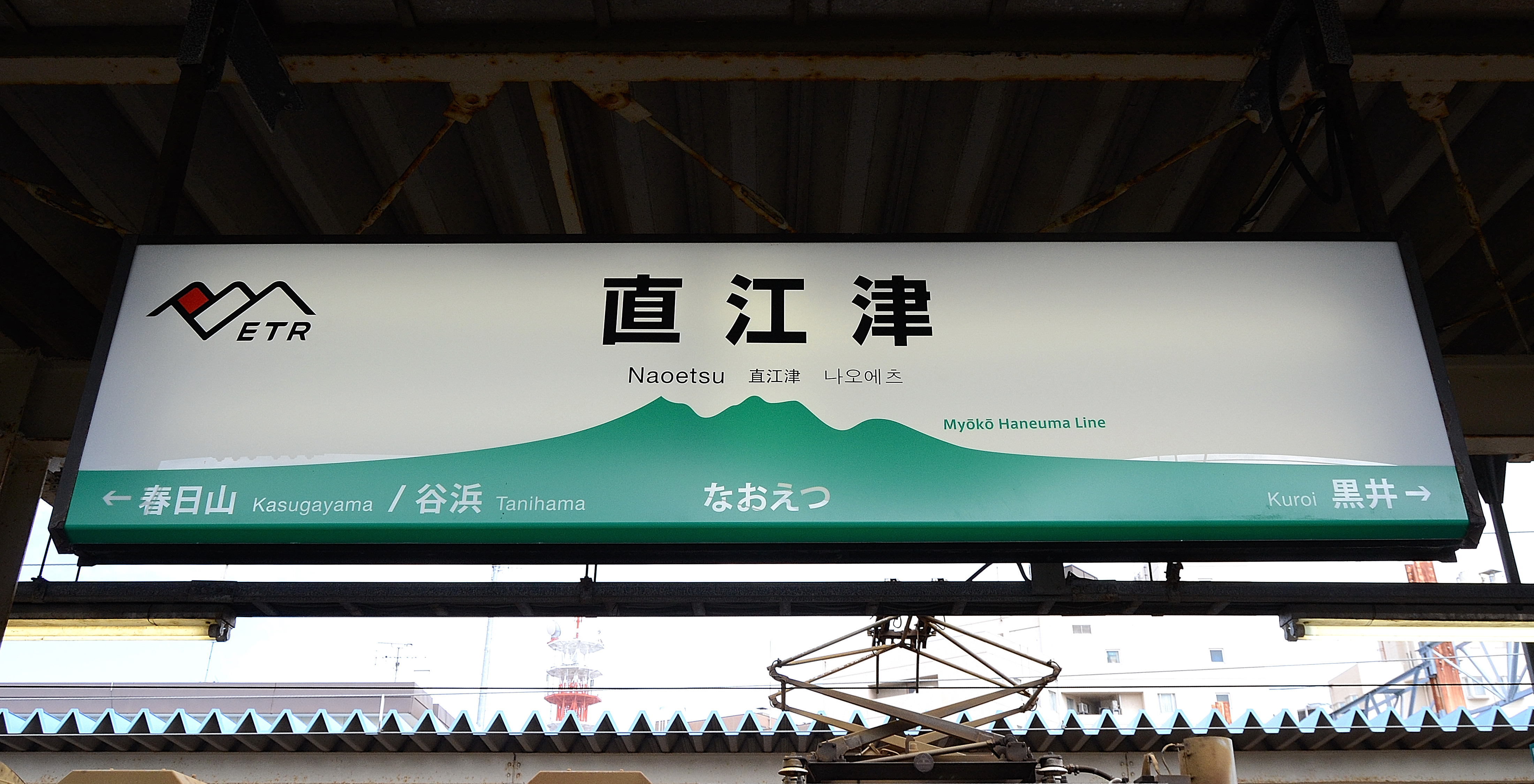
妙高はねうまラインの駅名標（直江津駅）
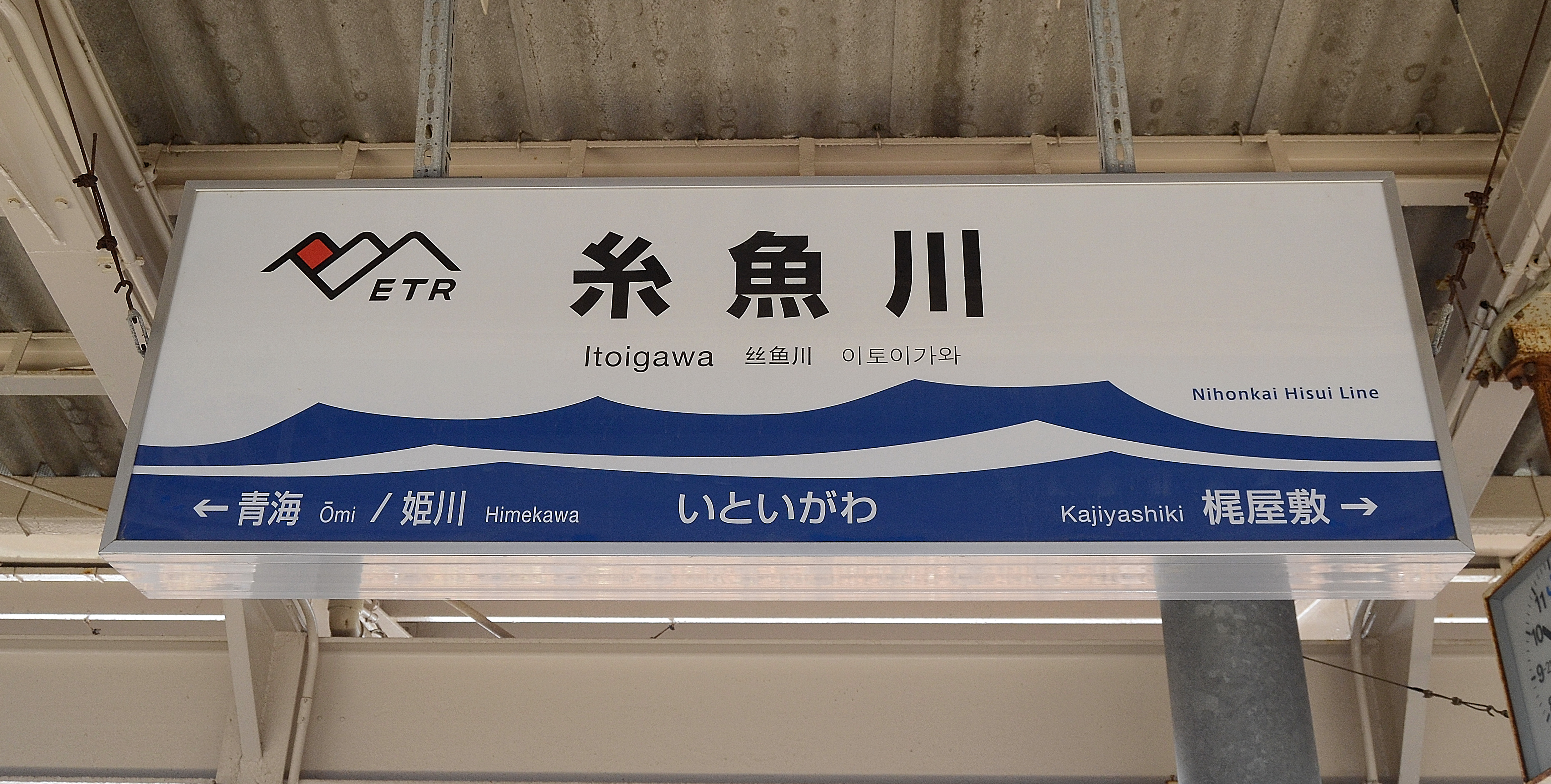
日本海ひすいラインの駅名標（糸魚川駅）

## マスコットキャラクター
トキ鉄くん：2013年3月29日生まれ、当初の名称は「トッちゃん(仮称)」であった。みんなに愛される人なつっこい男の子。えちごトキめき鉄道の魅力を親しみ感を持ってみんなに伝えていくために誕生。デザインはトキと列車が融合したものである。

## 車両・車両基地
以下いずれも、JR東日本から直江津駅構内の直江津運輸区の施設・設備等を譲り受けた直江津運転センターに配置している。ただし直江津運転センターには全般検査・重要部検査以上の検査をできる設備を備えていないため、これらはJR東日本長野総合車両センターに委託している。
なお特急列車が自社線内を走行するが、特急形車両は保有していない。
ET127系電車
妙高はねうまラインで運用されるほか、早朝深夜には信越本線の長岡駅 - 直江津駅間でも運用される。開業時にJR東日本新潟支社が保有するE127系電車（0番台）2両編成10本を改修を受けた上で譲受した。
ET122形気動車
JR西日本の協力を得て、同社のキハ122形気動車をベースに、開業時に一般車両6両と塗装・内装が異なるイベント兼用車両2両の計8両を新造した。さらに2016年には、リゾート列車「えちごトキめきリゾート雪月花」用として特別仕様の1000番台2両編成1本を新造した。
0番台（一般車両・イベント兼用車両）は主に日本海ひすいラインと直通先のあいの風とやま鉄道線で運用される。1000番台は土休日を中心に観光列車として妙高はねうまライン・日本海ひすいラインの両線で運行される。
413系・455系電車
2021年（令和3年）3月にJR西日本から413系B6編成とクハ455-701の4両を取得した。旧B6編成のクハ412をクハ455に入れ替え、塗装を交直流電車の国鉄急行色（赤13号とクリーム4号）に変更している。塗装変更などの整備はJR西日本の金沢総合車両所松任本所で行われ、それ以外（保安装置など）は直江津運転センターにて行われた。
2021年7月4日に営業運転を開始し、新たに設定された「観光急行」などで運用されている。

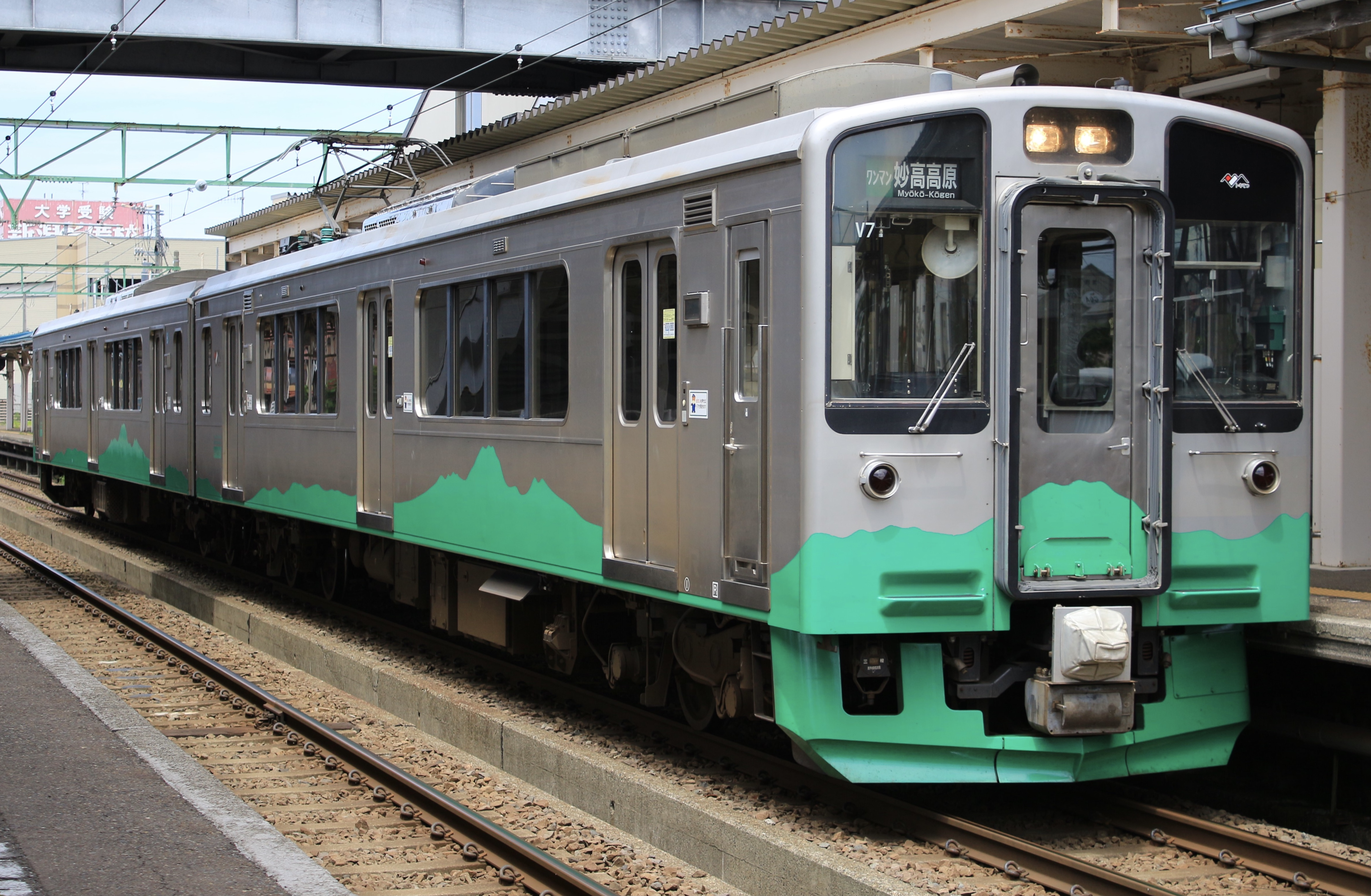
ET127系
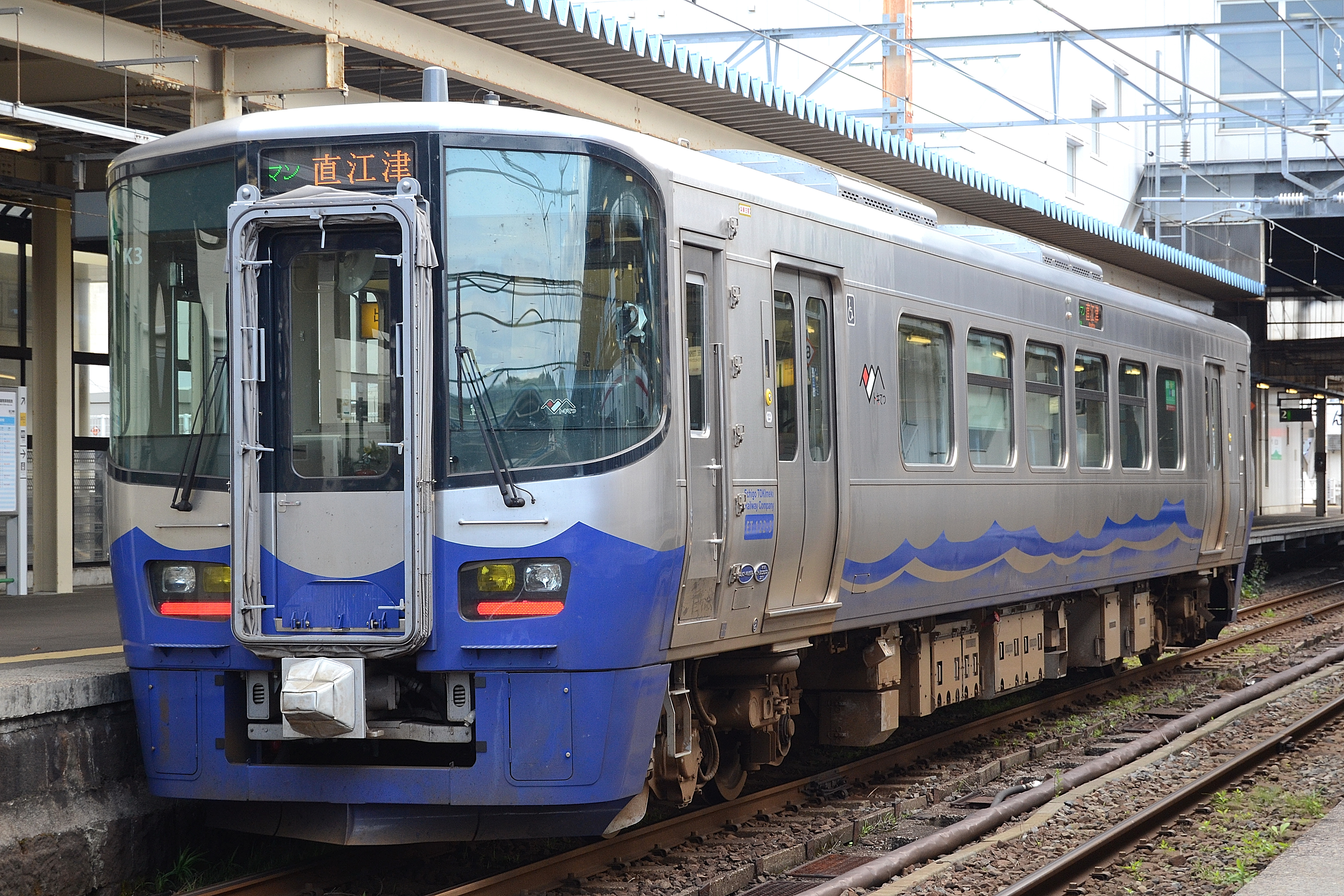
ET122形
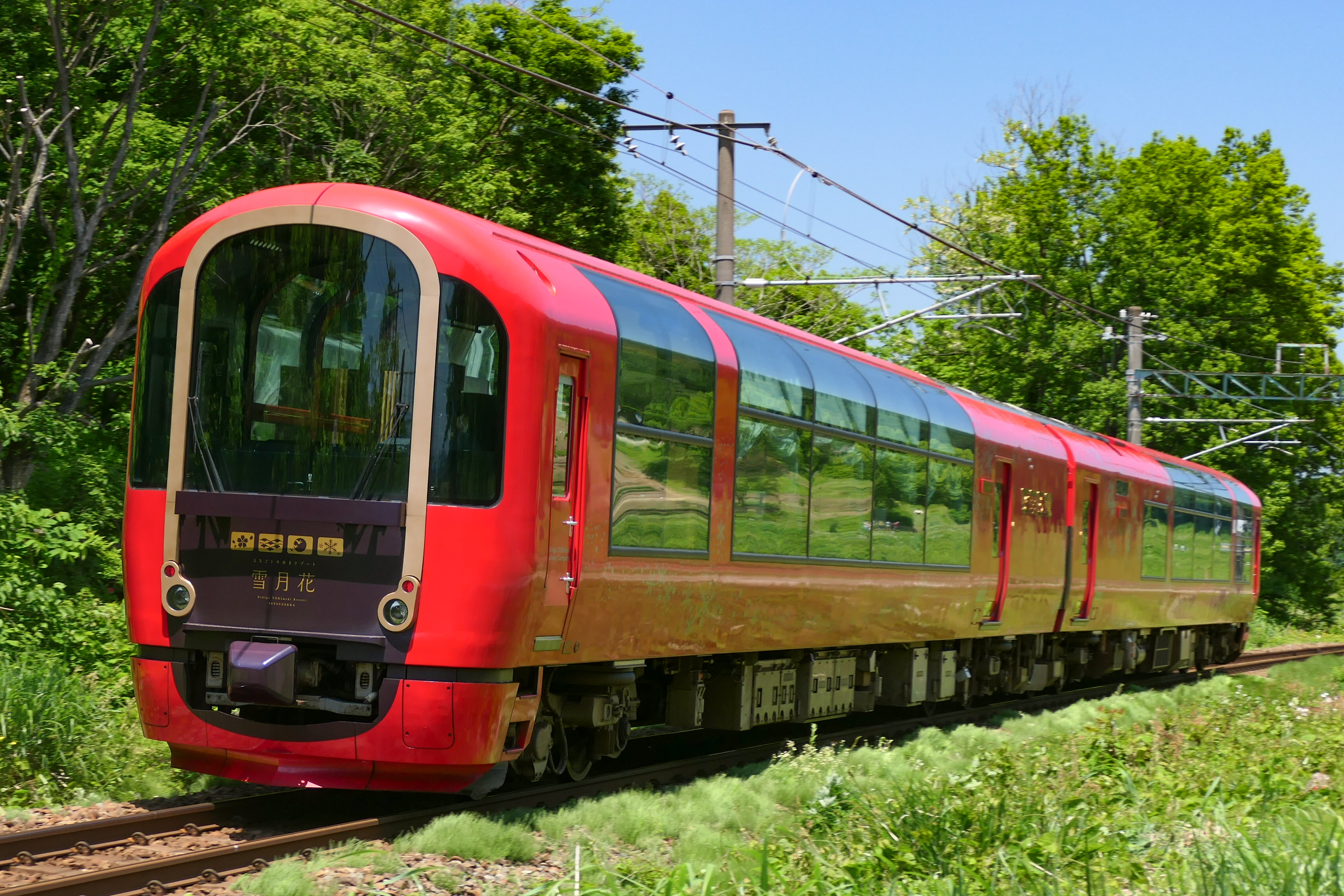
ET122形1000番台「えちごトキめきリゾート雪月花」
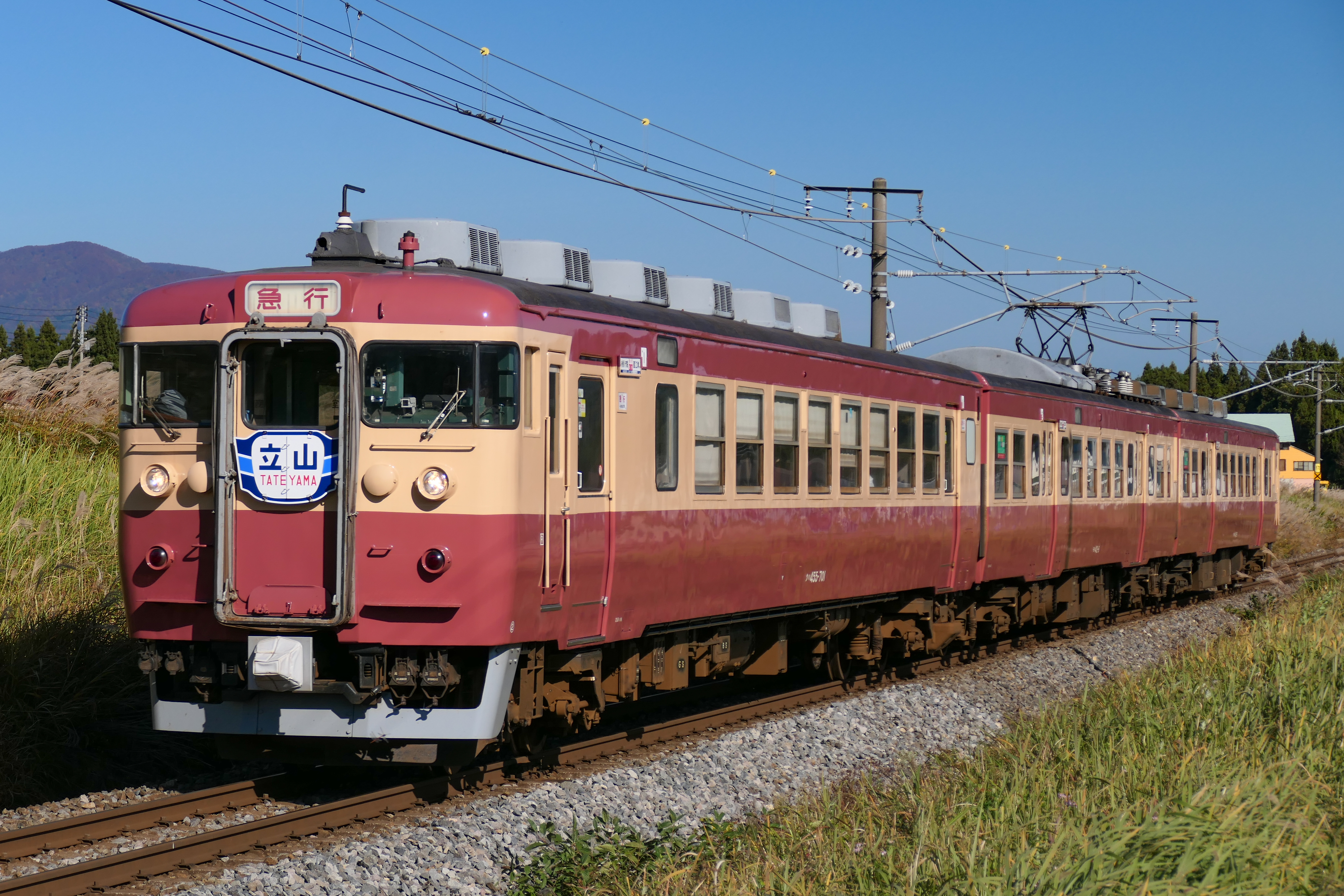
455系・413系

### 検測について
えちごトキめき鉄道は自社の検測車を保有していない。JR東日本とJR西日本の2社から路線を引き継いだため、検測車はこの2社のものが入線する。妙高はねうまラインはJR東日本のE491系電車が単独で担当するが、日本海ひすいラインは2社の車両が入線しており、JR東日本キヤE193系気動車、JR西日本キヤ141系気動車、JR西日本DEC741形気動車の3種類が入線する。

## 共同使用駅
自社管轄駅
- 妙高高原駅（しなの鉄道との共同）
- 直江津駅（東日本旅客鉄道との共同）
- 市振駅（あいの風とやま鉄道との共同）

在来線部分のみを自社で管理する駅
- 上越妙高駅（東日本旅客鉄道・西日本旅客鉄道との3社共同）
- 糸魚川駅（西日本旅客鉄道との共同）

## 路線別各駅の1日平均乗車人員
2023年度。乗車人員が多い順。
| 駅名       | 乗車人員 | 備考         |
| ---------- | -------- | ------------ |
| 高田駅     | 2,060人  |              |
| 直江津駅   | 1,321人  | JR利用者除く |
| 南高田駅   | 798人    |              |
| 新井駅     | 774人    |              |
| 上越妙高駅 | 760人    |              |
| 春日山駅   | 727人    |              |
| 北新井駅   | 221人    |              |
| 妙高高原駅 | 213人    |              |
| 関山駅     | 95人     |              |
| 二本木駅   | 82人     |              |
| 合計       | 7,051人  |              |

| 駅名                   | 乗車人員 | 備考         |
| ---------------------- | -------- | ------------ |
| 糸魚川駅               | 471人    | JR利用者除く |
| 能生駅                 | 258人    |              |
| えちご押上ひすい海岸駅 | 115人    |              |
| 青海駅                 | 112人    |              |
| 名立駅                 | 77人     |              |
| 梶屋敷駅               | 37人     |              |
| 市振駅                 | 48人     |              |
| 谷浜駅                 | 13人     |              |
| 筒石駅                 | 11人     |              |
| 浦本駅                 | 11人     |              |
| 親不知駅               | 10人     |              |
| 有間川駅               | 6人      |              |
| 合計                   | 1,158人  |              |

## 運賃・料金等
観光列車「えちごトキめきリゾート雪月花」（通常運行分）については、同社主催の旅行商品（団体臨時列車）としての運行であり、料金も別体系である。詳細は「えちごトキめきリゾート雪月花#運行」を参照。

### 運賃
大人普通旅客運賃（小児は半額・10円未満切り上げ）。2020年4月1日改定。
| キロ程  | 運賃（円） | キロ程  | 運賃（円） |
| ------- | ---------- | ------- | ---------- |
| 1 - 3   | 190        | 36 - 40 | 900        |
| 4 - 6   | 250        | 41 - 45 | 1,020      |
| 7 - 10  | 280        | 46 - 50 | 1,140      |
| 11 - 15 | 340        | 51 - 60 | 1,310      |
| 16 - 20 | 430        | 61 - 70 | 1,550      |
| 21 - 25 | 550        | 71 - 80 | 1,780      |
| 26 - 30 | 670        | 81 - 90 | 2,020      |
| 31 - 35 | 790        | 91 -    | 2,260      |

えちごトキめき鉄道から隣接する各社の管轄する路線に跨って乗車する場合、原則として各社の運賃を合算するが、開業時から一部の区間で乗継割引運賃が設定されている。

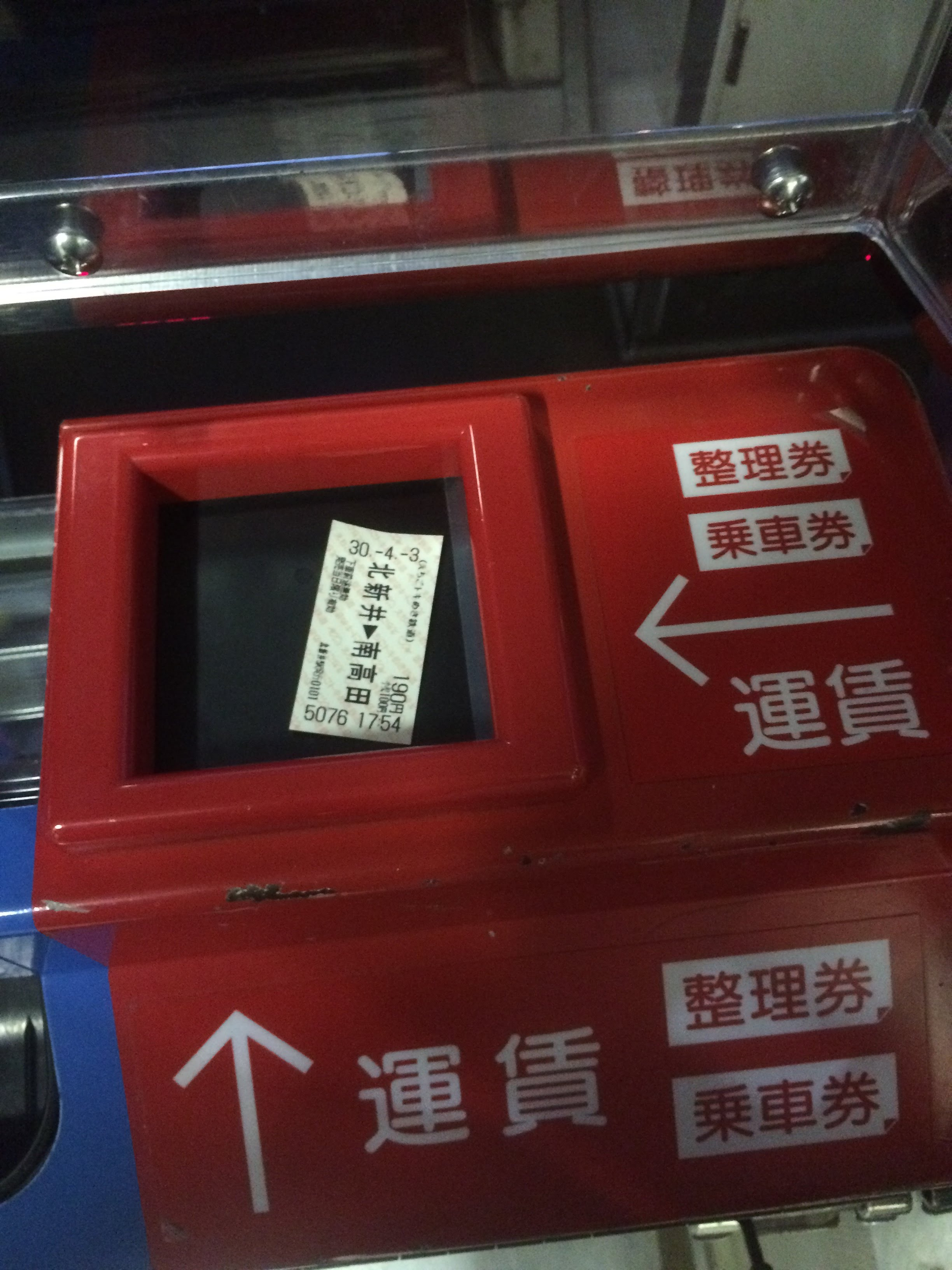
ET127系の車内の運賃箱に置かれた切符

### 料金
- 特急料金（指定席・自由席同額） - 50km以下：280円、51km以上：560円[注 12][35]
- 急行料金 - 500円（小児250円）
- 入場券 - 190円（小児100円）
- 手回り品料金 - 280円
- 払戻し手数料 - 220円

JR東日本の特急列車「しらゆき」が妙高はねうまラインへ乗り入れるため、特急料金が設定されている。

#### 座席指定席・グリーン席に関する対応
えちごトキめき鉄道では座席指定料金・グリーン料金を設定していない。
このため「しらゆき」やJR線に乗り入れる臨時列車の一部（「越乃Shu*kura」等）に設定された指定席に乗車する場合、えちごトキめき鉄道線区間に対する追加料金は不要（JR線区間部分のみ必要）である。但し、えちごトキめき鉄道線内各駅とJR線内各駅の相互間を発着駅とする指定席券（例：上越妙高駅 - 直江津駅）は発行されない。また、2017年（平成29年）3月4日まで運転された、日本海ひすいラインと信越本線の直通快速列車に連結されたグリーン自由席に乗車する場合、グリーン料金はJR線内乗車の場合のみ必要とされた。

### 連絡運輸
自社で発売するえちごトキめき鉄道各駅からの連絡運輸区間は以下の通りとなっており、線区・駅によって範囲が異なっている。
凡例
- ○…自社窓口・券売機で取り扱い可能
  - 但し、無人駅設置の券売機では、連絡運輸範囲内かつ設置駅から到着駅までの累計営業キロが合計100km以内の乗車券のみを取り扱っている。
- △…自社線を通過しないが接続駅のみ窓口・券売機で発券可能。注も参照。
- ×…取り扱いなし。

| 発着駅                           | JR東日本                     | JR東日本                          | 北越急行      | JR西日本                       | しなの鉄道     | あいの風 とやま鉄道              |
| 発着駅                           | 直江津駅接続                 | 直江津駅接続                      | 直江津駅接続  | 糸魚川駅接続                   | 妙高高原駅接続 | 市振駅接続                       |
| 発着駅                           | 信越本線                     | 信越本線 ほくほく線 経由          | 信越本線 経由 | 大糸線                         | 北しなの線     | あいの風 とやま鉄道線            |
| 発着駅                           | 信越本線                     | 上越線                            | ほくほく線    | 大糸線                         | 北しなの線     | あいの風 とやま鉄道線            |
| 発着駅                           | 黒井駅から 新潟駅まで の各駅 | 塩沢駅から 越後湯沢駅 までの 各駅 | 各駅          | 姫川駅から 南小谷駅 までの各駅 | 各駅           | 越中宮崎駅から 富山駅まで の各駅 |
| -------------------------------- | ---------------------------- | --------------------------------- | ------------- | ------------------------------ | -------------- | -------------------------------- |
| 下記以外の妙高はねうまライン各駅 | ○                            | ○                                 | ○             | ○                              | ○              | ×                                |
| 下記以外の日本海ひすいライン各駅 | ○                            | ○                                 | ○             | ○                              | ×              | ○                                |
| 妙高高原駅                       | ○                            | ○                                 | ○             | ○                              | △              | ×                                |
| 直江津駅                         | △                            | △                                 | △             | ○                              | ○              | ○                                |
| 糸魚川駅                         | ○                            | ○                                 | ○             | △                              | ×              | ○                                |
| 市振駅                           | ○                            | ○                                 | ○             | ○                              | ×              | ×                                |

#### JR側のみで設定する連絡運輸・通過連絡運輸
えちごトキめき鉄道では申し込みができないが、上記の連絡運輸区間のほか、以下の条件に当てはまる場合、直江津駅みどりの窓口・指定席券売機を含むJR側でえちごトキめき鉄道線発着・経由の乗車券を申し込むことができる。

##### 乗降駅のどちらかがJRの駅の場合
上記の区間と重複しない区間のみ示す。
| JR側発着駅                                                                          | 接続駅     | トキてつ側発着駅                          |
| ----------------------------------------------------------------------------------- | ---------- | ----------------------------------------- |
| 上越線 越後湯沢駅 - 越後滝谷駅間各駅 飯山線 十日町駅                                | 直江津駅   | 全駅                                      |
| 東京都区内および大宮駅 - 金沢駅間の 上越新幹線・北陸新幹線停車駅 （上越妙高駅除く） | 上越妙高駅 | 妙高はねうまライン 各駅（上越妙高駅除く） |

##### 乗降駅がともにJRの駅の場合
| 発着駅                                     | 経由                                         | 経由                                         | 発着駅                         |
| ------------------------------------------ | -------------------------------------------- | -------------------------------------------- | ------------------------------ |
| JR全駅                                     | 妙高はねうまライン（上越妙高駅 - 直江津駅）  | 妙高はねうまライン（上越妙高駅 - 直江津駅）  | JR全駅                         |
| JR全駅                                     | 日本海ひすいライン（糸魚川駅 - 直江津駅）    |                                              | JR全駅                         |
| 篠ノ井線・信越本線 松本駅 - 安茂里駅間各駅 | しなの鉄道北しなの線 （長野駅 - 妙高高原駅） | 妙高はねうまライン （妙高高原駅 - 直江津駅） | 信越本線 黒井駅 - 新潟駅間各駅 |

### 途中下車
営業キロが100km以上の区間の乗車券についてはJRと同様に後戻りしない限り何度でも途中下車が可能である。開業以来、自社線内のみで営業キロが100kmを超える区間は存在しないが、他社線との連絡乗車券についても他社線の営業キロと合算して100km以上（例：直江津駅 - （あいの風）富山駅間）であれば途中下車は可能である。有効期間についてはJRと同様である。但し、自社線内各駅と大都市近郊区間（新潟近郊区間）に含まれる連絡運輸範囲各駅相互間の連絡乗車券（例：糸魚川駅 - 新潟駅）については有効期間が1日となり、途中下車も不可となる。

### ICカード
現在、直江津駅以東のJR東日本管内の主要駅は同社の「Suica」の新潟エリアとして、あいの風とやま鉄道では市振駅を除く全線全駅がJR西日本の「ICOCA」の石川・富山エリアとして、それぞれIC乗車カードのサービスを実施しているが、えちごトキめき鉄道では開業時点でのICカードのシステム導入は見送られ、2エリア間の通過利用もできない。

### 障害者割引
JRと同様、手帳を提示すれば身体障害者、知的障害者の割引が受けられる。
また、隣接するあいの風とやま鉄道と同様に精神障害者保健福祉手帳提示時の運賃も距離を問わず半額となる。

## 特別企画乗車券

### 自社で独自に発売するきっぷ
下記の特別企画乗車券を、線内の有人駅及び、普通列車の車内で発売している。
トキ鉄ツアーパス
自社線内全線が1日間乗り降り自由になる。発売価格はおとな2,000円（こども半額）。普通・快速・特急列車の普通車自由席に乗車可能である。「えちごトキめきリゾート雪月花」 には乗車不可。2021年7月4日から2025年3月9日発売分は利用日が平日に限られていた。後述の「ホリデーツアーパス」の発売終了に伴い、2025年3月10日から再び土休日も利用可能になったが、通年発売から2025年9月30日までの発売に変更された。
あいの風とやま鉄道の泊駅でも発売している。
じもパス
沿線在住者及びトキてつサポーターズクラブ会員限定のきっぷ。発売価格は大人1,500円。シルバー（満70歳以上）・小児・免許返納者は500円。自社線内全線が1日間乗り降り無料になる。トキ鉄ツアーパスとは異なり、特急利用時には別途特急券が必要である。
トキ鉄18きっぷ
JR線の青春18きっぷ利用期間中に発売される、自社線内全線が1日間乗り降り自由になる乗車券。発売価格は1枚1,000円。普通・快速列車に乗車できるほか、別途特急券を購入すれば特急列車にも乗車できる。当日有効の青春18きっぷを所持する旅客向けの乗車券なので、購入するには青春18きっぷを提示しなければいけない。

### 他社が企画し自社でも取り扱うきっぷ
以下の4種類はJR東日本の企画した特別企画乗車券であり、えちごトキめき鉄道が在来線を管轄する駅では、直江津駅ではみどりの窓口もしくは指定席券売機、春日山駅、高田駅、新井駅、妙高高原駅はマルス端末（MR51型）、糸魚川駅自社窓口はJR東日本ビジネスえきねっとを通じて発券される。ただし、糸魚川駅では※印を記した2種類のみ発売となり、発券時間が窓口営業時間のうち、8時30分 - 19時30分の間に制限される。
なお、上越妙高駅は自社窓口ではこれらの企画乗車券を扱わないが、JR東日本みどりの窓口で取り扱う。
えちごツーデーパス※
えちごトキめき鉄道線のほか、JR東日本新潟支社管内のうち新潟県内全線（一部除く）と北越急行全線を、週末・休日などの連続2日間利用できる。開業以前から現在の妙高はねうまライン区間がフリーエリアに含まれていたが、移管前はエリアに含まれていなかった日本海ひすいライン全線を新たにフリーエリアに加えている。
週末パス
移管以前から利用可能であったしなの鉄道北しなの線全線、妙高はねうまライン全線で引き続き利用できる。
このほか、しなの鉄道との境界であり同社が管轄する妙高高原駅では、しなの鉄道北しなの線の企画乗車券「北しなの線フリーきっぷ」「北しなの線シルバーパス」を2015年12月1日から、直江津駅では同駅に乗り入れる北越急行の企画乗車券「土休日のほくほく2日フリーパス」を2017年4月1日から取り扱っているが、これらはえちごトキめき鉄道の区間では使用できない。

### 自社で発売しないが利用できるきっぷ
JR各社の企画乗車券については、下記のとおりの扱いとなっており、券種によって利用できる区間の設定が異なっている。なお、以下に記載のない企画乗車券（青春18きっぷや北海道&東日本パス等）はえちごトキめき鉄道線内で使用できない。

#### JR東日本発行
JR EAST PASS（長野・新潟エリア）
訪日外国人向け乗車券。妙高はねうまラインの新井駅 - 直江津駅間に限り利用できる。
旅せよ平日!JR東日本たびキュン♥早割パス（キュン♥パス）
平日のみ利用できる新幹線、特急列車乗り放題の乗車券。指定席は2回まで利用できる。特急「しらゆき」が乗り入れる妙高はねうまラインの新井駅 - 直江津駅間に限り利用できる。

#### JR西日本発行
北陸おでかけtabiwaパス
JR西日本が運営するサービス「tabiwa by WESTER」で発売するモバイルチケット。日本海ひすいライン全線、および妙高はねうまラインの上越妙高駅 - 直江津駅間がフリーエリアとなっている。

### 自社でかつて発売していたきっぷ
以下の特別企画乗車券は、2020年3月31日をもって発売終了となった。
トキめきホリデーフリーパス
自社線内全線を週末・休日などの連続2日間利用できた特別企画乗車券。1日用の設定はないが、利用可能日が1日のみの場合でも同額で発売していた。発売価格はおとな1,020円（こども半額）。特急列車については別途自由席特急券を購入することで自由席に乗車可能であるが、指定席券の必要な車両・列車や「えちごトキめきリゾート雪月花」 には乗車不可。本券のみ2017年4月1日より、上記の発売個所のほか、あいの風とやま鉄道泊駅でも取り扱っていた。
ひすいきっぷ・はねうまきっぷ
前者は糸魚川駅 - 直江津駅間、後者は妙高高原駅 - 新井駅間の割引乗車券で、それぞれ片道用・往復用の2種類があった。発売価格は、ひすいきっぷが片道460円・往復920円、はねうまきっぷが片道290円・往復580円（いずれもこども半額）。前述のJR東日本の回数乗車券「しらゆきWきっぷ」と同時購入または提示した場合に限り発売する。ひすいきっぷは日本海ひすいライン内、はねうまきっぷは妙高はねうまライン内の、いずれも直江津駅を除く有人駅で取り扱っていた。
みょうこうレールきっぷ
後述のJR東日本の訪日外国人向け企画乗車券「JR EAST PASS」でエリア外となる妙高高原駅 - 新井駅間の割引片道乗車券。発売価格は200円（こども半額）で、妙高高原、新井、上越妙高の各駅の窓口で「JR EAST PASS」を提示した場合に限り発売していた。
北信州ツーデーパス
JR東日本で発売していた企画きっぷ。北陸新幹線延伸に合わせ「信州北回廊パス」を内容改定の上で名称変更したもの。妙高はねうまラインの妙高高原駅 - 上越妙高駅間のほか、北信エリアを中心としたJR東日本線、長野電鉄全線、しなの鉄道各線の一部区間などが、週末・休日などの連続2日間利用できた。長野駅 - 上越妙高駅間では新幹線・並行在来線の両ルートを利用することができた。2020年3月31日限りで発売を終了。利用は翌4月1日までできた。
以下の特別企画乗車券は、2025年3月9日をもって発売終了となった。
ホリデーツアーパス
曜日に関わらず自社線内全線が1日間利用できた特別企画乗車券。発売価格はおとな3,000円（こども半額）。普通・快速・特急列車に加え観光急行の普通車自由席に乗車可能であった。「えちごトキめきリゾート雪月花」 には乗車不可。2021年6月28日発売開始。2025年3月9日限り発売終了。

## 主な取り組み
- 2020年に直江津駅に自習室が設置された。今後利用者の多い駅に設置する予定。
- 2024年から、妙高はねうまラインと日本海ひすいラインの各駅では沿線に本社または拠点を置く企業に対し、駅に愛称（副駅名）を付けられる駅名ネーミングライツを募集している[ETR 30]。2024年11月末時点で二本木駅と南高田駅に導入されている（妙高高原駅・関山・春日山の3駅は募集停止）[ETR 31]。

## 今後の予定
- えちごトキめき鉄道と新潟県、沿線3市では、両路線の駅間が長い市街地区間について新駅設置の検討を進めており、日本海ひすいラインの青海駅 - 糸魚川駅間、糸魚川駅 - 梶屋敷駅間、妙高はねうまラインの二本木駅 - 新井駅間、新井駅 - 北新井駅間、高田駅 - 春日山駅間、春日山駅 - 直江津駅間の計6箇所の候補地について整備方法などを検討している[ETR 32]。このうち、糸魚川駅 - 梶屋敷駅間の押上新駅（仮称）については設置が認可され[16]、2021年3月13日にえちご押上ひすい海岸駅として開業した[20][47]。
- 上越教育大学が近い高田駅 - 春日山駅間に新駅の構想がある。開業初年度に黒字が見込まれている。

## 北信越地域の第三セクター鉄道会社との関係
当会社は北信越地域の第三セクター鉄道会社の一つであり、北越急行・しなの鉄道・あいの風とやま鉄道・IRいしかわ鉄道・ハピラインふくいと連携し、共同で企画を行うなどして地域活性化につなげている。
主な連携事項
- 記念乗車券の発売
  - 「えちごトキめき鉄道×北越急行コラボ記念乗車券セット」

- 観光列車の相互乗り入れ
  - 雪月花 北越急行・ほくほく線乗入れ便「爽秋の里山紀行」
  - 雪月花「信越紀行」、観光列車「ろくもん」上田・上越高田号
  - 雪月花✕一万三千尺物語 相互乗入企画「越後・越中紀行」

- 設備の維持管理や社員教育